# Last Night (película)
Last Night es una película de 2010 de romance escrita y dirigida por Massy Tadjedin. Es protagonizada por Keira Knightley, Sam Worthington, Guillaume Canet y Eva Mendes. El tráiler de la película fue lanzado el 6 de noviembre de 2010.

## Sinopsis
La historia sigue la vida de Michael (Sam Worthington) y Joanna (Keira Knightley); una pareja que vive en la ciudad de Nueva York y se encuentran en sus primeros años de matrimonio. Michael es agente de ventas de inmobiliaria y Joanna es escritora independiente de revistas de moda. Una noche son invitados a una fiesta en el departamento del jefe de Michael, Stuart (Scott Adsit); en donde sin aviso alguno Joanna encuentra a su marido platicando afablemente con la nueva diseñadora del proyecto en el que trabaja, Laura (Eva Mendes). Laura y Joanna son presentadas con Michael y, al platicar en privado con el mejor amigo de Michael, Andy (Daniel Eric Gold) Joanna se entera de que Michael había viajado con Laura y su equipo de trabajo a Los Ángeles sin él haberlo mencionado previamente. 
Al salir de la fiesta, Joanna se encuentra notablemente disgustada con Michael. Toman un taxi y llegan al departamento sin intercambiar una palabra. Al cabo de un rato, Joanna le reclama a Michael el hecho de no haber comentado la presencia de Laura en el viaje a Los Ángeles, las extrañas conversaciones que tienen y su intercambio de miradas aparentemente insinuante. Michael, en defensa propia reclama que es simplemente una compañera de trabajo y no está pasando nada entre ellos. Le expone además que debe emprender un viaje a Filadelfia con Laura y Andy debido a que debe presentar un nuevo proyecto inmobiliario y que volverá al otro día. Laura, molesta, duerme en el sofá. 
A la madrugada, Michael le ofrece hacer las paces a Joanna y desayunan juntos. Ya en la mañana y mientras Michael se está preparando para irse Joanna escribe una nota y la deja en el equipaje de su esposo. Michael termina de alistarse y emprende su viaje a Filadelfia en tren. 
Joanna, sola en casa decide pasar el tiempo escribiendo para la revista hasta que opta por salir a la calle a comprar un café. A su salida de la cafetería, el exnovio de Joanna, Alex (Guillaume Canet) que se encuentra de trabajo en la ciudad reconoce a Alex y la detiene para saludarla. Joanna sorprendida y emocionada de verlo lo saluda con alegría. Concuerdan una cita en la noche y Alex queda en llamarla. 
Joanna se alista para su cita con Alex mientras simultáneamente Michael está en la cena de presentación con los inversores. Joanna se encuentra con Alex en el bar del hotel en el que está hospedado y empiezan a platicar de sus actuales relaciones sentimentales y su pasado noviazgo en donde se expone claramente que Alex todavía está interesado en Joanna. Al finalizar la conversación Alex le comenta a Joanna que tiene una reunión con el comprador de la editorial de su libro, Truman (Griffin Dunne), y que no puede rechazarla; por lo cual la invita a que asista. Joanna, a regañadientes, acepta. En su camino al encuentro, Alex y Joanna toman un taxi. Michael llama a Joanna en ese preciso instante y ella cuelga el teléfono, Alex se percata. 
En la cena, Joanna es presentada a Truman y su esposa. A mitad de la cena Joanna recibe otra llamada de su esposo y esta vez atiende, explicándole que simplemente salió a tomar aire y a comer algo sola, ocultando su escape con Alex, puesto que Joanna nunca le platicó a Michael sobre él. 
De vuelta en Filadelfia, y, terminada la cena; Laura decide ir a tomar unos tragos con Michael dejando que Andy vuelva solo a su habitación del hotel sin acompañarlos. Se dirigen a un bar local, platican y deciden ir a tomar una copa de vuelta en el bar del hotel. Simultáneamente Joanna y Alex terminan su cena con Truman y su esposa. Este último los invita a una fiesta que va a darse en el departamento de un amigo de Truman y Joanna -que acaba de recordar que Andy le pidió el favor de cuidar a su perro en su departamento mientras estaba con Michael en Filadelfia- decide declinar la propuesta y dirigirse con Alex al departamento de Andy. 
En el bar en Filadelfia, Michael y Laura se encuentran conversando cada vez más íntimamente hasta que ella decide confesarle a Michael su atracción por él y termina besándolo en los labios. Michael, sin rechazar pero aclarando la situación vuelve a recordarle a Laura que está casado a lo que ella sin mayor importancia afirma conocer pero que aun así el beso le gustó. De vuelta en el departamento de Andy en Nueva York; Alex, un tanto seco e incómodo por la situación le recrimina a Joanna acerca de su relación pasada, el por qué terminó, qué los llevó a tomar las decisiones que tomaron y si aún se aman. Joanna le expresa que aún siente amor por él pero también por Michael y le hace ver la imposibilidad de volver a estar con Alex. Alex, desilusionado decide fumar un cigarrillo mientras Joanna saca a pasear al perro de Andy. Al volver y darsen un espacio ya se han disculpado el uno con el otro, Alex baja a recibir a Joanna a la recepción del edificio descuidando el hecho de que dejó las llaves del departamento dentro y quedaron atrapados afuera. Deciden entonces dirigirse a la fiesta del amigo de Truman y toman un taxi. 
Simultáneamente en Filadelfia, Michael y Laura deciden ir a tomar unos tragos en la piscina del hotel a lo que Laura propone la idea de nadar y Michael, reacio, acepta puesto que teme que la situación avance. Empiezan a charlar acerca de sus relaciones pasadas y presentes en la piscina y Laura le confiesa a Michael que una vez fue engañada por su anterior esposo pero que el amor entre ellos era tan grande que decidió disculparlo y avanzar con la relación, la cual después de un año terminó con el fallecimiento de su exesposo. Al mismo tiempo en Nueva York, Alex y Joanna se encuentran en la fiesta del amigo de Truman; en un momento, Alex y Truman deciden conversar a solas en donde Truman le explica que a pesar de que el amor entre él y Joanna exista nunca podrá arrebatarle el tiempo que tiene de casada con Michael y que por esa misma razón debe olvidar la idea de volver a estar con ella. 
Alex decide entonces llevar a Joanna a la terraza del edificio donde abraza a Joanna. Ella logra percibir que aún siente algo por Alex y le propone que se vayan de la fiesta a la habitación de hotel de Alex. En el ascensor de bajada del edificio Alex decide besar a Joanna y ella no opone resistencia. Al mismo tiempo, en Filadelfia, Michael le pregunta a Laura si ella seguiría interesada en él incluso si su difunto esposo estuviera vivo con ella. Ella le responde afirmativamente y ambos deciden salir de la piscina a dirigirse a sus habitaciones. 
Alex y Joanna vuelven a la habitación de hotel de Alex y Joanna le confiesa el por qué se encuentra con Alex en esos momentos. Le explica los celos que siente de que Laura se encuentre con Michael en ese momento en Filadelfia, que él no haya platicado anteriormente de Laura y la inseguridad que tiene de que esté pasando algo. Alex, frente a esto, decide besar a Joanna pasionalmente y quitarle la ropa. Joanna rechaza a Alex alegando el hecho de que si llegara a hacer el amor con él esa noche no podría llevar a cuestas la conciencia de haber engañado a su esposo. Alex, decide entonces simplemente invitar a Joanna a dormir en su cama hasta que amanezca y tenga que partir de la ciudad de vuelta a París. Una vez Michael y Laura llegan a sus respectivas puertas, Michael decide besar a Laura pasionalmente y entrar a su habitación. Ambos terminan haciendo el amor esa noche.  
A la mañana siguiente, Alex y Joanna despiertan tal cual quedaron dormidos y se alistan para despedirse, bajan a la recepción del hotel a punto de romper en llanto y con mucho dolor puesto que aún se siguen amando. Alex decide despedirse de Joanna con un beso y tomar el taxi al aeropuerto. Joanna, devastada vuelve a su departamento. Al mismo tiempo, Michael despierta en la cama con Laura sintiéndose culpable, le expone a Laura que no tenía idea que eso pasaría y ella -que le insistió en que no hablaran de eso- termina echándole en cara el hecho de que no sólo hicieron el amor una vez, sino dos. Michael, culpable, sale de la habitación y se dispone a vestirse para abandonar la reunión del día y volver a su hogar con Joanna, en ese preciso instante descubre la nota que Joanna le dejó el día anterior la cual expresaba que ella confiaba en él, que pudo haber sobreactuado la situación y que lo amaba. 
Joanna llega a su departamento, se cambia, dejando sus zapatos en el piso y se sienta en la ventana a llorar y fumar un cigarrillo sin saber que Michael va a llegar en cualquier momento. Michael le pide a Andy por teléfono que lo cubra en la reunión del día y toma el tren de vuelta a Nueva York. Al llegar, Michael descubre a Joanna llorando en la ventana. Ella, haciendo su mejor esfuerzo para disimular pero encontrándose notablemente devastada le pregunta por qué retorno de su viaje el día de hoy si se suponía que hoy era la reunión. Michael, mintiéndole, le indica que terminaron temprano. En aras de hacer las paces, Michael le propone que salgan a almorzar, luego a caminar y que retomen sus vidas comunes y corrientes a lo que Joanna acepta a regañadientes. Para contentarla, Michael decide abrazarla y decirle que la ama, en ese momento, Michael se percata de los zapatos elegantes de Joanna en el suelo y que trae ropa interior insinuante, la mira fijamente a los ojos sin decir una palabra pero con la intención de una explicación. Joanna, al notar que Michael sospecha de algo va a explicarle y en el momento que toma aire para decir su siguiente palabra la pantalla corta en negro.

## Elenco
- Keira Knightley como Joanna Reed.
- Sam Worthington como Michael Reed.
- Eva Mendes como Laura.
- Guillaume Canet como Alex Mann.
- Stephanie Romanov como Sandra.
- Griffin Dunne como Truman.
- Chriselle Almeida como Chris.
- Scott Adsit como Stuart.
- Steve Antonucci como Soho Guy.
- Daniel Eric Gold como Andy.
- Rae Ritke como Barbara.
- Cheryl Ann Leaser como Cynthia.

## Producción
La película se rodó en Nueva York, y algunas escenas se filmaron en SoHo, Manhattan.[cita requerida]